# John Hurst (Fußballspieler)
John W. Hurst (* 6. Februar 1947 in Blackpool; † 18. Januar 2024) war ein englischer Fußballspieler. Der Innenverteidiger, der auch als Offensivspieler eingesetzt werden konnte, war ab 1965 gut zehn Jahre ein fester Bestandteil in der Mannschaft des FC Everton. Größter Erfolg war für ihn 1970 der Gewinn der englischen Meisterschaft. Obwohl er zwischenzeitlich auch Kapitän der englischen U-23-Auswahl war, blieben ihm Länderspieleinsätze für die A-Nationalmannschaft jedoch versagt.

## Sportlicher Werdegang
Der aus der Grafschaft Lancashire stammende Hurst war früh in seiner Geburtsstadt Blackpool ein vielversprechendes Talent. Groß gewachsen agierte er dabei zunächst auf der Position des Mittelstürmers und in dieser Rolle brachte er es bis in die englische Schülernationalmannschaft. Noch im Jugendalter zog es ihn nach Liverpool zum FC Everton. Dort schulte er zum Außenläufer um und rasch fiel er Cheftrainer Harry Catterick auf, als er in der Nachwuchsmannschaft einen nicht unwesentlichen Anteil am 1965er Gewinn des FA Youth Cups hatte. Als Ersatzmann hinter Jimmy Gabriel und Brian Harris absolvierte Hurst ab Herbst 1965 erste Pflichtspiele für die Erstligamannschaft und zum Ende der Debütsaison als Ergänzungsspieler vertrat er auch Stürmer Fred Pickering. Erst nach der Jahreswende 1966/67 kristallisierte sich seine sportliche Perspektive heraus, als sich Hurst an der Seite von Brian Labone einen Stammplatz im Abwehrzentrum erarbeitete. Dabei wurde besonders seine Leistung am 11. März 1967 im FA-Cup-Achtelfinale gegen den Erzrivalen FC Liverpool (1:0) gewürdigt, als Hurst den englischen Weltmeisterstürmer Roger Hunt „neutralisierte“.
Die frühen Erfahrungswerte als Offensivspieler halfen Hurst dabei, seine Aufgaben als Verteidiger häufig auch spielerisch zu lösen. Dabei zeichnete ihn mehr ein gutes Positionsverständnis und eine Fähigkeit, das Spiel „zu lesen“ aus, als eine besondere Zweikampfhärte. Dies brachte ihm im Verlauf seiner Karriere den Spitznamen „Gentleman Jack“ ein, der auch daher rührte, dass er abseits des Platzes zu den ruhigeren Charakteren zählte. Ebenso wenig zu seinen Stärken gehörte die Schnelligkeit und vielmehr versuchte er über das Passspiel entsprechende Räume zu überbrücken. Bei Bedarf – speziell bei Freistößen oder Eckbällen – schaltete er sich im Spiel auch vorne ein, wobei ihn in diesen Fällen zumeist Mittelfeldspieler Howard Kendall nach hinten absicherte. Zunehmend als Stürmer auflaufend, war Hurst in der Saison 1967/68 eine feste Größe der „Toffees“ und die Serie ununterbrochener Einsätze endete erst im Vorfeld des FA-Cup-Halbfinals gegen Leeds United (1:0). Von einer akuten Hepatitiserkrankung erholte er sich jedoch überraschend schnell und im Endspiel gegen West Bromwich Albion (0:1) stand er wieder in der Startformation. In den folgenden beiden Jahren fehlte er im Verlauf der insgesamt 98 Pflichtspiele nicht ein einziges Mal und auf dem Weg zur englischen Meisterschaft 1970 sorgte er mit zwei Toren in den ersten beiden Saisonspielen für einen guten Start – zunächst der einzige Treffer zum 1:0 beim FC Arsenal und kurz darauf ein Distanzschusstreffer nach Doppelpass mit Alan Ball gegen Manchester United (2:0) in Old Trafford. Obwohl sich Hurst über fünf Jahre in der obersten englischen Spielklasse bewährt und darüber hinaus die englische U-23-Auswahl als Kapitän angeführt hatte, blieben ihm Einsätze in der A-Nationalmannschaft verwehrt. Dabei teilte er das „Schicksal“ mit Akteuren wie Peter Simpson vom FC Arsenal, der ebenso konstant auf hohem Niveau Leistungen gezeigt hatte, aber Stammspieler der „Three Lions“ wie Bobby Moore, Norman Hunter oder Colin Todd nicht verdrängen konnte.
Im Verlauf der 1970er-Jahre blieben vergleichbare Erfolge aus und Hurst verließ nach sechs weiteren Jahren im Sommer 1976 den FC Everton nach insgesamt 402 Pflichtspieleinsätzen und 34 Toren, davon 29 Treffer in 347 Ligapartien. Dabei war Hurst den Umbaumaßnahmen von Trainer Billy Bingham, der 1973 Catterick (dauerhaft) nachgefolgt war, zum Opfer gefallen. Mit dem Zweitligisten Oldham Athletic fand sich ein Interessent und im Boundary Park verbrachte Hurst letztlich fünf weitere Spielzeiten als Stammspieler, bevor er 1981 vom aktiven Sport zurücktrat.
In den 1990er-Jahren kehrte Hurst kurzzeitig als Nachwuchstrainer zum FC Everton zurück.

## Titel/Auszeichnungen
- Englische Meisterschaft (1): 1970
- Charity Shield (1): 1970
- FA Youth Cup (1): 1965